# Dichelus femoratus
Dichelus femoratus är en skalbaggsart som beskrevs av Carl Peter Thunberg 1818. Dichelus femoratus ingår i släktet Dichelus och familjen Melolonthidae. Inga underarter finns listade i Catalogue of Life.